# Camino óptico

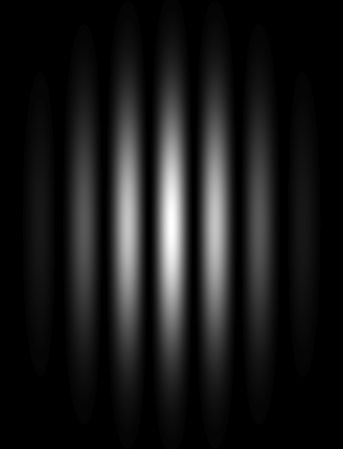
Simulación por ordenador de la figura de interferencia de una doble rendija. Elaboración propia.

Camino óptico (L) (o longitud de camino óptico) es la distancia recorrida, a la velocidad de la luz en el vacío, en el tiempo t empleado por la luz para recorrer la distancia l en un medio con índice de refracción n.
{\displaystyle L=\mathrm {n} l\quad }
Teniendo en cuenta que:
{\displaystyle n={\frac {c}{v}}}
podemos ver que:
{\displaystyle L={\frac {c}{v}}l=ct}
siendo t el tiempo que tarda la luz en recorrer la distancia l y c la velocidad de la luz.
Si el medio por el que la luz se propaga tiene un índice de refracción n variable, el camino óptico viene dado por:
{\displaystyle \mathrm {\int } _{C}n(s)\mathrm {d} s\quad }
en la caso de que la distribución de este sea continua. Si es discreta:
{\displaystyle \mathrm {L} =\sum _{i}n_{i}l_{i}=c\sum _{i}t_{i}}
de tal manera que la definición anterior se sigue cumpliendo.

## Fenómenos ópticos
Una diferencia en el camino óptico entre dos rayos de luz coherentes es lo que genera diversos fenómenos ópticos, como la difracción y la interferencia.

### Difracción
La difracción es el término usado para describir los comportamientos de un rayo de luz cuando pasa sobre el borde de un objeto opaco o a través de una ranura muy estrecha.

#### Espectro de frecuencias
Cuando la luz pasa por una ranura muy estrecha, el rayo central pasa sin distorsión mientras que la parte que se interseca con los bordes de la ranura se desvía en función de su longitud de onda o color. La figura de la mancha de luz es una banda central blanca con una serie de espectros a ambos lados.

### Principio de Fermat
El camino óptico permite determinar la trayectoria de un rayo de luz gracias al principio de Fermat. Éste establece que un rayo de luz sigue una trayectoria cuyo camino óptico sea estacionario (máximo, mínimo o punto de silla). 
Así, por ejemplo, un rayo de luz que vaya de uno a otro de los focos de una elipse puede seguir la línea recta que une ambos focos o sufrir una reflexión en el perímetro de la elipse. En el primer caso, el camino óptico es mínimo, en el segundo caso es máximo.
Análogamente, un rayo de luz propagándose entre dos puntos y contando con un plano en el que reflejarse, puede seguir dos trayectorias distintas. Una en la que el rayo de luz no se refleja en el espejo (camino óptico mínimo) y otra en la que sí se refleja (camino óptico máximo).
El principio de Fermat permite así mismo derivar la ley de Snell.
El principio de Fermat es análogo al principio de estacionariedad del lagrangiano de un sistema mecánico. Gracias a esto, puede establecerse una analogía entre la mecánica lagrangiana, la mecánica hamiltoniana y la óptica geométrica. En particular, el concepto de camino óptico es análogo al concepto de lagrangiano de un sistema mecánico.